# رابولا
رابولا (بالإيطالية: Rapolla)‏ هي بلدية في مقاطعة بوتنسا في إقليم بازيليكاتا الإيطالي.

## السكان
في سنة 1861 بلغ عدد السكان 3٬527 نسمة، وتطور العدد ليصل في سنة 2011 لـ 4٬430 نسمة.
يظهر هذا المخطط البياني تطور النمو السكاني لـ رابولا